# 범계동
범계동(범계洞)은 경기도 안양시 동안구의 행정동이다.

## 개요
범계동은 유통, 금융의 중심지로 대형유통점 3개와 금융기관 18개가 밀집해 있는 평촌1번가가라고 할 수 있다. 평촌 신도시 교통의 중심지로 범계역, 경수산업도로, 시민대로가 있으며, 아파트 8개단지 70개동 5,079가구가 밀집해 있는 공동주택 밀집지역이다.
- 1973년 7월 1일 안양시 승격으로 호계동이 됨.
- 1983년 10월 1일 호계2동이 호계동에서 분동
- 1989년 5월 1일 호계2동 동안출장소 개소
- 1992년 5월 7일 호계2동에서 범계동 분동
- 1992년 10월 1일 동안구 승격으로 동안구 범계동

## 법정동
- 호계동

## 교육
- 범계중학교

## 교통
- 경수산업도로
- 과천선 범계역